# Cestovní uživatelský profil
Cestovní uživatelský profil (též cestovní profil uživatele, anglicky roaming user profile) je v informatice označení uživatelského profilu (specifické sady souborů a adresářů), které v systému Windows NT umožňují uživatelům při přihlášení do Domény Windows a mít na různých počítačích stejné prostředí (Plocha a její pozadí, nastavení programů, uživatelské soubory atp.).

## Technické řešení
Všechny operační systémy Windows od Windows NT 3.1 jsou navrženy od samého začátku tak, aby podporovaly cestovní profily. Za normálních okolností samostatný počítač ukládá uživatelské dokumenty, položky plochy, preference aplikací a vzhled plochy na místním počítači do dvou dílčích částí – kromě cestovního profilu také ukládá další dočasné položky (například cache webového prohlížeče). Registr Windows je také rozdělen tak, aby podporoval roaming; jedná se o systém a lokální počítačové složky, které zůstávající v lokálním počítači, plus samostatný uživatelský soubor (HKEY CURRENT USER) navržený tak, aby mohl cestovat s profilem uživatele.

## Metody nastavení

### Active Directory
Cestovní uživatelský profil musí být nejprve nastaven v doménové databázi s klientskými počítači v síti. Ve Windows 2000 a novějších, se využívá nastavení centrální databáze uživatelů a počítačů. Ve Windows NT 4.0 a starších se používal program Uživatelský manažer pro domény (anglicky User Manager for Domains). Umístění uživatelského profilu je nastaveno na server a může být přizpůsobeno dle potřeby. Když se uživatel přihlásí do domény, jeho cestovní uživatelský profil se zkopíruje ze serveru na lokální počítač a je používán. Když se později uživatel odhlásí, všechny změny v cestovním uživatelském profilu jsou přeneseny zpět a zapsány do doménové databáze.
Ačkoli cestovní uživatelský profil může být uložen ve sdílené složce v počítači, dostupný na lokální síti Microsoft Windows, je doporučeno používat doménovou databázi. Protože profilová data by měla být dostupná z kterékoli pracovní stanice (počítače), kdyby se uživatel potřeboval přihlásit z jiného počítače. Kdyby nebyl server dostupný, uživatel se bude moci přihlásit pomocí mezipaměťové kopie profilu na své pracovní stanici, tedy pokud je profil super-povinný (anglicky super-mandatory).
Cestovní profily pro danou pracovní stanici s Windows NT 4.0, Windows 2000, Windows XP Professional, Windows Vista Business nebo Ultimate jsou povoleny zadáním umístění uživatelského profilu na serveru. Toho je docíleno díky Uživatelskému manažeru pro domény ve Windows NT 4.0 Serveru a Centrální databázi uživatelů a počítačů (anglicky Active Directory Users and Computers) ve Windows 2000 a novějších. Pracovní stanice používající Windows 95, 98 nebo Windows Me také mohou mít cestovní profily, cestovní profily se stávají dostupnými ve Windows 9x, když domácí adresář na síti je specifikován pro uživatele a když rozdílně nastavené plochy budou povoleny pod heslovou schránkou v Ovládacích Panelech Windows.
Cestovní profily ve Windows 95, 98 a Windows Me jsou navzájem kompatibilní, pokud je síť tvořena směsí s Windows 95 a Windows 98, pracovních stanic se stejným uživatelským profilem, lze použít každou z nich. Totéž je možné s cestovními profily mezi Windows NT 4.0, Windows 2000, Windows XP, ale občas se zde mohou vyskytnout problémy s kompatibilitou. Cestovní profily ve Windows Vista a Windows 7 jsou navzájem kompatibilní, ale tyto verze nejsou kompatibilní se staršími verzemi Windows. Oddělené složky profilu s rozšířením V2 se vytvoří při použití cestovních profilů s Windows Vista nebo Windows 7. Nejjednodušší řešení je mít na všech pracovních stanicích (počítačích) stejnou verzi Windows (viz sekce kompatibility).

### Novell eDirectory
K funkčnímu roamingu s Novell servery, potřebuje nainstalovat produkt Novell „ZENworks Desktop Management“ na server. Jeho součástí je i balíček správy pracovní stanice (anglicky workstation management), nainstalován na každém klientském počítači. V tomto adresáři Uživatelský balíček (anglicky User Package) tvoří objekt, který může cestovat, tedy umožnit roaming. Je specifikováno kde je cestovní profil uložen spolu s veškerou související skupinovou politiku pro každou verzi Windows, ve které se uživatelé přihlásí. Uživatelský balíček také umožňuje Dynamického Lokálního Uživatele, který funguje podobně jako Active Directory. Povoluje vytvoření účtu v eDirectory pro přihlášení na každém stolním počítači i když lokální účet v záloze neexistuje, a přiřadí lokálnímu účtu oprávnění jako je například User, Power User nebo Administrator k nově vytvořené lokálnímu účtu.
Uživatelský balíček může být připojen ke specifickému uživatelskému účtu v adresáři nebo je připojen k organizační složce, ta se pak vztahuje na všechny uživatelské účty v této složce. Uživatelský balíček dále umožňuje další funkce ZENworks Desktop Managementu, například vzdálené zobrazení a vzdálené ovládání plochy počítače, síťové tiskárny, které sledují uživatele z jedné plochy na další. Dále plánování událostí, které se mají provozovat všude tam, kde je uživatel přihlášen.

### Windows 3.x
Dokud Windows 3.x neobsahovala uživatelské profily, bylo možné pro uživatele mít jejich vlastní osobní plochu v podnikatelském prostředí. Windows 3.x mělo administrativní možnosti nastavení, které administrátoři sítě mohli použít k typické instalaci se souborem „setup.exe“. Windows pak mohl být nainstalován po sdílené síti. Instalace Windows pak byla spustitelná z každého lokálního počítače k instalaci několika lokálních souborů tvořících Windows 3.1 schopné spuštění přes síť. Lokální soubory mohly být uloženy do domácích uživatelských adresářů na Novell nebo Windows NT Doménu sítě, povolující uživateli mít své cestovní nastavení mezi počítači. Lokální počítač v tomto scénáři nevyžadoval pevný disk a mohl být spouštěn z diskety nebo síťové karty.